# Kraskovo (district de Rimavská Sobota)
Kraskovo (hongrois : Karaszkó) est un village de Slovaquie situé dans la région de Banská Bystrica.

## Histoire
La première mention écrite du village date de 1334.

## Démographie

### Évolution de la population
| Année:               | 1994. | 2004.    | 2014.   | 2024.    |
| -------------------- | ----- | -------- | ------- | -------- |
| Nombre de personnes: | 194   | 136      | 147     | 112      |
| Différence:          |       | -29,89 % | +8,08 % | -23,80 % |

| Année:               | 2023. | 2024.   |
| -------------------- | ----- | ------- |
| Nombre de personnes: | 121   | 112     |
| Différence:          |       | -7,43 % |